# Robert Crippen
Pour les articles homonymes, voir Crippen.
Robert Laurel Crippen dit Bob Crippen est un astronaute américain né le 10 septembre 1937. Il est le premier pilote d'une navette spatiale lors du vol inaugural, le 12 avril 1981.

## Biographie
Il est sélectionné par la NASA dès 1966 pour le programme militaire Manned Orbiting Laboratory (MOL, Laboratoire Militaire Orbital) qui fut annulé en 1969. Il fit partie de l'équipe de soutien des trois vols Skylab, ainsi que de celui du vol Apollo-Soyouz. Il n'effectuera son premier vol que 15 ans après sa sélection, lors du vol inaugural de la Navette Columbia.

## Éducation et formation
Après des études à New Caney High School de New Caney, au Texas, Crippen a reçu un baccalauréat en sciences en génie aérospatial de l'Université du Texas à Austin en 1960. Il a été sélectionné en tant que membre du chapitre Alpha du Texas Sigma Gamma Tau.

## Vols réalisés
- 12 avril 1981 : pilote de la mission Columbia STS-1
- 18 juin 1983 : Commandant de Challenger STS-7
- 6 avril 1984 : Commandant de Challenger STS-41-C
- 5 octobre 1984 : Commandant de Challenger STS-41-G

## Carrière
Crippen a été promu par l'intermédiaire du programme United States Navy's Aviation Officer Candidate School (AOCS), école des aspirants-officiers de l'aviation. En tant que pilote de la Navy de juin 1962 à novembre 1964, il a fait des multiples déploiements à bord du porte-avions USS Independence, volant sur A-4 Skyhawk dans l'Attack Squadron 72 (VA-72). Il a ensuite été formé à la USAF Aerospace Research Pilot School à Edwards Air Force Base en Californie. Après l'obtention de son diplôme, il est resté à Edwards en tant qu'instructeur jusqu'en octobre 1966 où il a été sélectionné pour participer au programme Manned Orbiting Laboratory (MOL) de vols habités de l'United States Air Force.

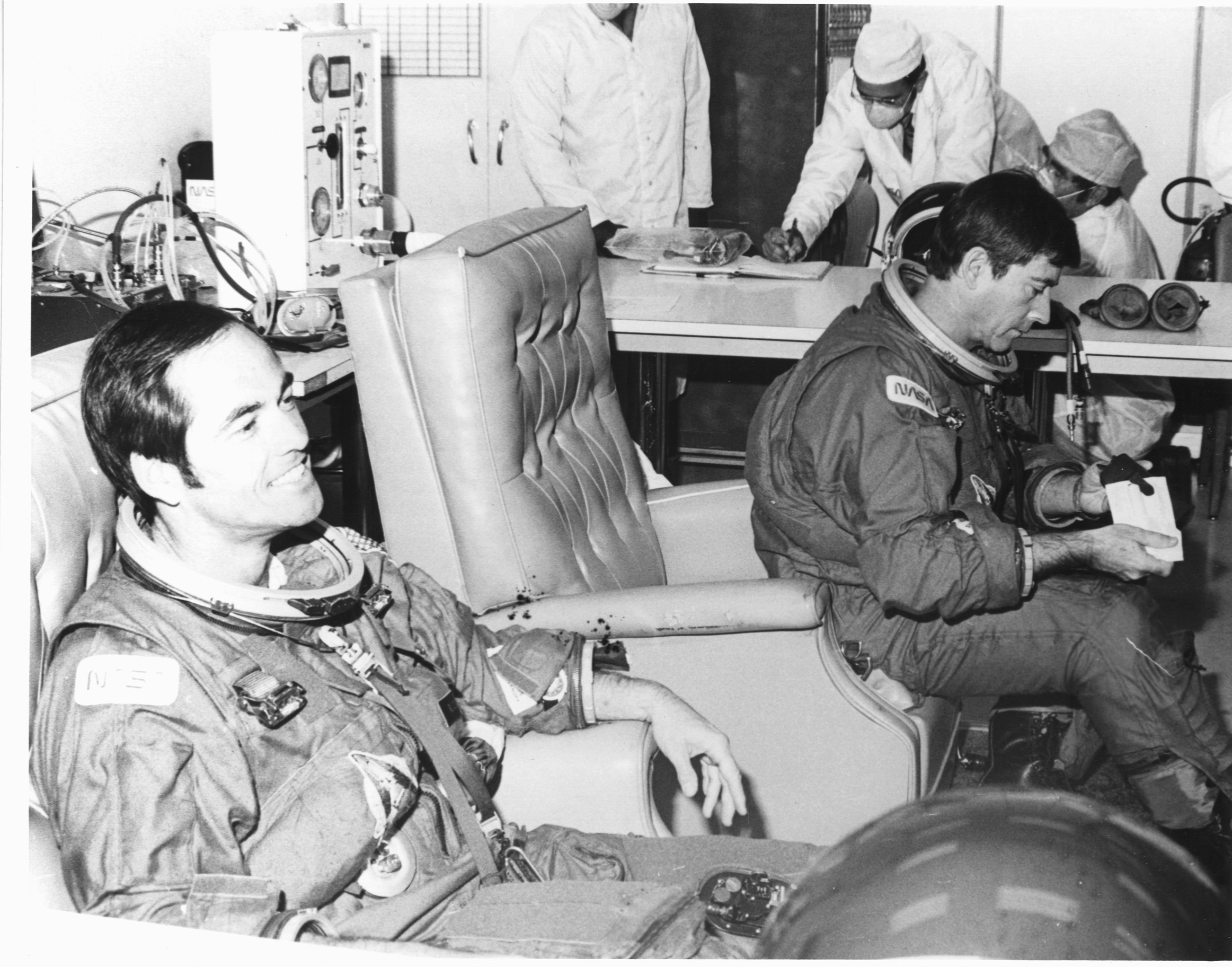
John Young et Crippen avant la mission STS-1.

Il est devenu astronaute de la NASA en septembre 1969 et a été membre de l'équipe de soutien des astronautes pour les missions Skylab 2, Skylab 3 et Skylab 4 ainsi que pour la mission Apollo-Soyouz. Il était le pilote du premier vol d'essai orbital du programme de la navette spatiale américaine, STS-1 (du 12 au 14 avril 1981) et a ensuite été le commandant de trois autres vols de navettes supplémentaires : STS-7 (du 18 au 24 juin 1983), STS-41-C (du 6 au 13 avril 1984) et STS-41-G (du 6 au 13 octobre 1984). En plus de participer à la mission de la première navette, il a également été membre de la première équipe de cinq personnes (STS-7, avec la première femme américaine dans l'espace, Sally Ride), a participé à la première opération de réparation de satellites (STS-41-C, qui a réparé le satellite Solar Maximum Mission) et été membre du premier équipage de sept personnes (STS-41-G). Il a été nommé commandant de la mission STS-62-A (en) qui devait être lancée du pas de tir SLC-6 (en) à Vandenberg Air Force Base avant que, à la suite de l'accident de Challenger, cette mission soit annulée et le pas de tir SLC-6 définitivement fermé, l'armée de l'air américaine préférant lancer ses satellites sur les fusées Titan III et Titan IV.
Crippen a été affecté au centre spatial Kennedy (KSC), en Floride de juillet 1987 à décembre 1989, en tant que directeur adjoint aux opérations des navettes pour le siège de la NASA. Il était responsable de la préparation finale des navettes, de l'exécution des missions, et du retour des orbiteurs au centre spatial Kennedy, après les atterrissages à Edwards Air Force Base, en Californie. De janvier 1990 à janvier 1992, il a été directeur, la navette spatiale, au siège de la NASA à Washington, D.C.. À ce poste, il était responsable de l'ensemble des exigences du programme de navette, des performances et du contrôle total du programme, dont le budget, le calendrier et le contenu du programme. Après avoir pris sa retraite de la marine américaine, Crippen a occupé, de janvier 1992 à janvier 1995, le poste de directeur du centre spatial John F. Kennedy. Durant son mandat, le centre a préparé, lancé et récupéré 22 navettes spatiales. Il assuré le leadership de plus de 13 000 services publics et du personnel sous contrat. Cela comprenait la supervision de plusieurs contrats de soutien des opérations des centres des vols spatiaux avec ou sans équipage. Il a également mis en place des économies de coûts de plus de 25 % en établissant et en développant de nouvelles techniques de gestion de la qualité tout en assurant les plus hauts standards de sécurité dans un environnement extrêmement dangereux.
Après avoir quitté la NASA, Crippen a été vice-président de Lockheed Martin Information Systems à Orlando, en Floride, d'avril 1995 à novembre 1996. Crippen est ensuite devenu président de Thiokol Propulsion où il a servi de décembre 1996 à avril 2001. Thiokol produit les moteurs des propulseurs d'appoint à poudre de la navette spatiale et d'autres moteurs-fusées à propergol solide, commerciaux ou pour la défense.

## Récompenses et honneurs
Ses réalisations lui ont valu de nombreux prix notables : la Nasa Distinguished Service Medal en 1972, cinq bourses en 1981, après le vol inaugural de la navette spatiale, il a remporté le Department of Defense Distinguished Service Award, l'American Astronautical Society of Flight Achievement Award, le National Geographic Society's Gardiner Greene Hubbard Medal et la Médaille American Legion's Distinguished Service Medal. En 1982, il a remporté le Federal Aviation Administration's Award for Distinguished Service, le trophée commémoratif du Dr Robert H. Goddard et le trophée Harmon. En 1984, il a reçu le Navy Distinguished Flying Cross et le Defense Meritorious Service Medal. Il a également reçu la médaille Nasa Outstanding Leadership Medal en 1988 et trois médailles NASA Space Flight Medal en 1985, 1988 et 1993. En 1996, Crippen est devenu le dixième particulier à recevoir le Rotary National Award for Space Achievement's National Space Trophy.
Il a été intronisé à l'l'International Space Hall of Fame du musée de l'histoire spatiale du Nouveau-Mexique en 1991 et l'United States Astronaut Hall of Fame en 2001. Le 6 avril 2006, il a reçu la Congressional Space Medal of Honor, la plus haute distinction pour ses réalisations sur les vols spatiaux. Il est également membre de la American Institute of Aeronautics and Astronautics (et président en 1999-2000), de l'American Astronautical Society et Society of Experimental Test Pilots (SETP).  Il a été élu à l'Académie nationale d'ingénierie des États-Unis en 2012.